# Žalm 19
Žalm 19 („Nebesa vypravují o Boží slávě“) je biblický žalm. V překladech, které číslují podle Septuaginty, se jedná o 18. žalm. Žalm je nadepsán těmito slovy: „Pro předního zpěváka. Žalm Davidův.“ Podle některých vykladačů toto nadepsání znamená, že žalm byl určen k tomu, aby jej při určitých příležitostech odzpívával zkušený zpěvák za přítomnosti krále z Davidova rodu.

## Užití vliturgii
V židovské liturgii je žalm podle siduru součástí ranní modlitby na Šabat a svátky, a to v části zvané Psukej de-zimra („Verše písní“). Spis Šimuš Tehilim („Užití Žalmů“), jehož autorem je zřejmě židovský učenec Chaj Ga'on (939–1038), navíc uvádí, že recitace 19. žalmu nápomocná proti zlým duchům a při těžkém porodu, též probouzí intelektuální zdatnost a schopnost zapamatovat si učení Tóry.